# Gráfica Editora Penteado
Gráfica Editora Penteado, também conhecida pelo acrônimo GEP, foi uma editora brasileira de histórias em quadrinhos fundada em 1966 por Miguel Penteado após este se afastar da editora Outubro, que fundara alguns anos antes.
A GEP foi uma das primeiras editoras a publicar os quadrinhos da Marvel Comics no Brasil, sendo responsável por diversos personagens que não eram publicados pela EBAL, então a principal editora brasileira com contrato com a Marvel até que a Bloch Editores assumiu com exclusividade o "Universo Marvel" em 1975. Contudo, a própria EBAL conseguiu que a GEP parasse de publicar os heróis da Marvel dentro da revista Edições GEP, especialmente depois que a editora começou a criar, sem autorização, histórias próprias dos X-Men feitas por artistas brasileiros.
A editora publicava diversas revistas em quadrinhos de terror, que era o gênero mais popular do Brasil à época, com títulos como Lobisomen, Múmia e Histórias Caipiras de Assombração. Também foi responsável pelo gibi do super-herói brasileiro Raio Negro, criado por Gedeone Malagola, Raio Negro chegou a encontrar Unus, vilão de X-Men. Gedeone Malagola também criou outros dois heróis publicados na revista do Raio Negro: Homem-Lua (inspirado em O Fantasma de Lee Falk) e Hydroman (inspirado no Namor da Marvel) e até mesmo um crossover com o Homem-Lua e um com o Hydroman. Nas páginas da revista Edições GEP, também foram publicadas histórias do Raio Negro e No Mundo dos Gigantes, ilustrada por Paulo Hamasaki e Moacir Rodrigues Soares.
Em 1972, a GEP fechou sua editoria de quadrinhos, em parte devido à militância de Miguel Penteado no Partido Comunista e também por causa da censura que na época, implicava com as capas de mulheres seminuas de várias de suas publicações.
Em 2003, a GEP foi homenageada pelo Prêmio Angelo Agostini com uma medalha de incentivo entregue pela comissão organizadora do evento a personalidades e instituições ligadas aos quadrinhos distribuídas em seis "categorias". Ao lado das editoras D-Arte, EBAL, Grafipar e Vecchi, a GEP foi homenageada como "Editora clássica".